# Federico Bonet Marco
Federico Bonet Marco (Madrid, 18 de octubre de 1906 - Ciudad de México, 10 de junio de 1980) fue un biólogo, espeleólogo y catedrático español.

## Primeros años
Bonet nació en Madrid en 1906, hijo de José Bonet y Amparo Marco. Estudió ciencias naturales en la Universidad Central de Madrid (ahora Universidad de Madrid), licenciándose en 1927. Posteriormente, simultaneó la carrera de medicina con el doctorado en ciencias naturales, finalizando ambos estudios en 1930. Mantuvo un activo contacto con el Museo Nacional de Ciencias Naturales de Madrid y la Real Sociedad Española de Historia Natural, en donde efectuó diversos cursos de ampliación de estudios, entre otros el de Antonio de Zulueta sobre genética.

## Carrera
Al término de sus estudios, en 1930 obtuvo una cátedra de Fisiología e Higiene en Zafra, Badajoz, cargo que no llegó a desempeñar, continuando en Madrid como profesor y luego como director del Instituto de Segunda Enseñanza Antonio de Nebrija. Del mismo modo, en abril de ese año consiguió un nuevo puesto como profesor auxiliar en la Facultad de Ciencias Naturales de la Universidad Central de Madrid y un año más tarde fue nombrado catedrático de Geología, Zoología y Botánica de la Escuela Superior de Veterinaria de la misma ciudad. Asimismo, en 1931, Bonet fue nombrado conservador auxiliar en el Museo de Ciencias Naturales. Durante estos años se decantó por la entomología, llevando a cabo diversas expediciones en Guinea y en el Rif, así como en el País Vasco, el Levante español, Canarias, etc.
Al comienzo de la guerra, Bonet entró al mando de Vicente Rojo Lluch en Guadarrama, formando parte de la XI Brigada Internacional que participó en los combates de la Ciudad Universitaria y de la Casa de Velázquez. De allí paso al frente de El Escorial, luego a Brunete y, posteriormente, se trasladó a la Escuela de Aviación de los Alcázares. En el final de la guerra participó en la batalla del Ebro y terminó en Barcelona. Desde allí cruzó la frontera francesa junto a sus tropas y fue internado en el campo de refugiados de Argelés-sur-Mer. Posteriormente se embarcó exiliado en el buque Sinaia hacia México, adonde arribó en el verano de 1939.
En México, Bonet se incorporó rápidamente como profesor de la Escuela Nacional de Ciencias Biológicas, en donde creó una cátedra de Zoología, de la que se hizo cargo desde el comienzo. Asimismo, en 1941 Bonet estableció el primer Laboratorio de Zoología que dirigió entre 1945 y 1962.
Durante muchos años preparó tanto los planes de estudio de la carrera de biología como dirigió los programas de las distintas cátedras, siendo uno de los pilares clave para conseguir establecer estudios de doctorado en la Escuela Nacional de Ciencias Biológicas. En sus últimos años, Bonet ocupó el cargo de jefe del Departamento de Biología de la sección de Graduados, así como el de coordinador de la división de Biología y Medicina en el Instituto Politécnico Nacional (IPN).
En lo que respecta a su carrera investigadora, durante los primeros años tras su llegada a México, sus estudios estuvieron centrados en la taxonomía de colémbolos, complejo grupo de artrópodos microscópicos de la fauna edáfica sobre los que efectuó contribuciones de gran valor. A partir de 1950 compaginó su puesto de profesor en la Escuela Nacional de Ciencias Biológicas con el de geólogo en el Instituto Mexicano del Petróleo en donde organizó, junto a Manuel Maldonado-Koerdell, el Departamento de Paleontología. Desde 1951 fue investigador científico del Instituto de Geología de la Universidad Nacional Autónoma de México. A partir de los años cincuenta inició una serie de investigaciones sobre temas paleontológicos, que intercaló con estudios espeleológicos y entomológicos. Fue miembro de la Sociedad Mexicana de Historia Natural.
Falleció en la Ciudad de México el 10 de junio de 1980.